# Časovne vrste
Časovne vrste so v statistiki nizi podatkov, izmerjenih na različnih časovnih točkah, navadno določenih z intervali. Analiza časovnih vrst združuje metode, ki omogočajo razumevanje tovrstnih podatkov, to pa omogoča znanosti, da preučuje pomene in lastnosti časovnih točk, opazuje razvoj pojavov skozi čas ter napoveduje prihodnje trende. Primer tega je določanje temperatur Zemljinega ozračja v prihodnosti ali predvidevanje jutrišnje vrednosti delnic podjetja glede na dejanske vrednosti minulih dni.
Ker je čas moč pojmovati kot obdobje ali trenutke, so podatki časovnih vrst razdeljeni v dva osnovna razreda, in sicer v trenutne časovne vrste, katerih podatki so izmerjeni npr. vsakega 5. dne v mesecu, ter razmične časovne vrste, katerih podatki označujejo stanje v določenem obdobju. Modeli, ki analizirajo podatke časovnih vrst, se pojavljajo v mnogih oblikah. Uveljavljeno je računanje zaporednih in drsečih sredin ter indeksov.